# Bleskovec (Zlatohorská vrchovina)
Bleskovec (německy Knabenstein) je vrchol v České republice ležící v Zlatohorské vrchovině.

## Poloha
Vrch Bleskovec se nachází severozápadně nad osadou Rejvíz asi 5 kilometrů východně od města Jeseník. Leží ve východním zakončení asi 4 kilometry dlouhého hřebenu táhnoucího se od Zlatého chlumu. Západně od vrcholu se v rámci hřebenu nachází mělké sedlo, na ostatních stranách je převýšení větší. Severovýchodně od vrcholu se v klesajícím hřbetu nachází mohutný skalní útvar nazývaný Skály pod Bleskovcem.

## Vodstvo
Na jihozápadním svahu Bleskovce pramení potok, který posléze protéká rejvízským rašeliništěm a zleva se vlévá do Černé Opavy. Severní a východní svahy odvodňuje potok Javorná, jehož vody se přes říčku Olešnici dostávají do toku Bělé.

## Vegetace
Až na několik izolovaných pasek je vrch zalesněn.

## Turistické trasy
Prostorem Bleskovce procházejí dvě turistické trasy z Rejvízu do Jeseníku. V nevelké vzdálenosti jižně od vrcholu prochází červená a severním úbočím žlutá turistická značka.